# Tarsier Studios
Tarsier Studios (eerder bekend als Team Tarsier) is een Zweedse ontwikkelaar van computerspellen. Het hoofdkantoor staat in Malmö en biedt plaats voor de 40 werknemers van het bedrijf.
Het bedrijf is vooral bekend van de downloadbare inhoud voor LittleBigPlanet en LittleBigPlanet 2. In 2006 werd ook Desert Diner ontwikkeld, een first-person shooter waarmee de mogelijkheden van de PhysX-engine werden gedemonstreerd.
Op de E3 in 2005 werd The City of Metronome gepresenteerd, een spel wat anno 2013 nog steeds in ontwikkeling is. Een paar jaar later, op 9 april 2009, werd Rag Doll Kung Fu: Fists of Plastic uitgebracht op het PlayStation Network om het vechtspel Rag Doll Kung Fu te promoten. Daarnaast was het bedrijf een van de ontwikkelaars van LittleBigPlanet PS Vita uit 2012.